# جاك نورثروب
جون كنودسن «جاك» نورثروب (John Knudsen "Jack" Northrop) (10 نوفمبر 1895 – 18 فبراير 1981) كان صانع ومصمم طائرات أمريكي، أسس شركة نورثروب عام 1939.
بدأت حياته المهنية في عام 1916 كرسام لشركة شركة لوقهيد لصناعة الطائرات (تأسست عام 1912). انضم إلى شركة دوغلاس للطائرات في عام 1923، حيث أصبح مهندس مشروع. في عام 1927 انضم إلى شركة لوكهيد، حيث كان كبير المهندسين في شركة لوكهيد فيغا للنقل. غادر في عام 1929 ليؤسس شركة «أفيون» (Avion) التي باعها عام 1930. بعد ذلك بعامين، أسس شركة نورثروب. أصبحت هذه الشركة تابعة لشركة طائرات دوغلاس في عام 1939، لذلك شارك في تأسيس شركة ثانية تسمى نورثروب.

## دخول الطيران
وُلد نورثروب في نيوارك بولاية نيو جيرسي، ونشأ في سانتا باربرا بولاية كاليفورنيا. في عام 1916، كانت أول وظيفة لنورثروب في مجال الطيران هي العمل رسامًا لشركة لوقهيد لصناعة الطائرات ومقرها سانتا باربرا. في عام 1923، انضمت شركة نورثروب إلى شركة طائرات دوغلاس، حيث شاركت في تصميم طائرة دوغلاس وورلد كروزر وعمل كمهندس مشروع.
في عام 1927 عاد للانضمام إلى الأخوين لوقهيد وشركة لوكهيد للطائرات التي تأسست حديثًا (في عام 1926)، حيث عمل كمهندس رئيسي على لوكهيد فيغا، وهي طائرة نقل مدنية أحادية السطح ذات جناح ناتئ أنتج أداءً عاليًا بشكل غير عادي لتلك الفترة، وكان يستخدم على نطاق واسع من قبل كبار الطيارين مثل ويلي بوست وأميليا إيرهارت وهوبير ويلكينز. في عام 1929 أنتج طائرة أحادية السطح من المعدن بالكامل مع طيار ومحرك داخل هيكل الجناح. على الرغم من أن هذه الطائرة كانت تحتوي على دعامات لربط مجموعة الذيل، إلا أنها كانت في الواقع الخطوة الأولى نحو الجناح الطائر.

## تأسيس الشركة
في عام 1929، انطلق نورثروب من تلقاء نفسه، حيث أسس شركة أفيون (Avion Corporation)، والتي أُجبر على بيعها في عام 1930 للشركة المتحدة للطائرات والنقل. في عام 1932، قامت شركة نورثروب، بدعم من دونالد دوغلاس من شركة دوغلاس للطائرات، بتأسيس شركة أخرى، هي شركة نورثروب في إل سغوندو، كاليفورنيا. قامت هذه الشركة ببناء طائرتين أحاديتين ناجحتين للغاية، وهما نورثروب غاما ونورثروب دلتا.
بحلول عام 1939، أصبحت شركة نورثروب شركة تابعة لشركة طائرات دوغلاس، لذلك أسست شركة نورثروب شركة أخرى مستقلة تمامًا تحمل الاسم نفسه في هاوثورني، كاليفورنيا، وهو موقع حدد بواسطة موي ستيفنز، أحد المؤسسين المشاركين.

## الجناح الطائر والطائرات الأخرى
أثناء عمله في هذه الشركة، ركز نورثروب على تصميم الجناح الطائر، والذي كان مقتنعًا بأنه الخطوة الرئيسية التالية في تصميم الطائرات. مشروعه الأول، وهو نسخة مصغرة تم اختبارها في عام 1940، أصبح في النهاية مشروع نورثروب واي بي-35 العملاق. كانت طائرة نورثروب إكس بي-56 بلاك بولت، المقاتلة الملحومة من المغنيسيوم واحدة من أكثر تصاميمه أهمية في الحرب العالمية الثانية، جنبًا إلى جنب مع نورثروب بي-61 بلاك ويدو، أول اعتراضية ليلية أمريكية، والذي صنع منها أكثر 700 طائرة.
استمرت اختراعاته في حقبة ما بعد الحرب للطائرات النفاثة، لإنتاج نورثروب إف-89 سكوربيون الاعتراضية لجميع الأحوال الجوية، والقاذفة بعيدة المدى نورثروب واي بي-49، وصاروخ نورثروب سنارك العابر للقارات، وأنظمة ملاحة سماوية أوتوماتيكية. أنتج عددًا من الأجنحة الطائرة، بما في ذلك نورثروب إن-1 إم ونورثروب إن-9 إم ونورثورب واي بي-35. كانت أفكاره المتعلقة بتكنولوجيا الجناح الطائر تسبق أجهزة الكمبيوتر والتطورات الإلكترونية لأنظمة الاستقرار "fly-by-wire" التي تسمح للطائرات غير المستقرة بطبيعتها مثل الجناح الطائر بي 2 سبيرت بالطيران مثل الطائرات التقليدية.
كان الجناح الطائر والسعي وراء تصميمات الرفع العالي ذات السحب المنخفض بمثابة شغف لشركة نورثروب، وكان فشلها في اختيارها كمنصة قاذفة من الجيل التالي بعد الحرب العالمية الثانية، والتفكيك اللاحق لجميع النماذج الأولية من زاي بي-49 غير المكتملة، بمثابة ضربة قاسية له. تقاعد عن عمر يناهز 57 عامًا في عام 1952 وانتهى فعليًا ارتباطه بالشركة على مدار الثلاثين عامًا التالية.

## السنوات اللاحقة
كسر صمتًا دام عقودًا على زوال الجناح الطائر في مقابلة تلفزيونية عام 1979، متهمًا القوات الجوية بقتل المشروع لمعاقبته لرفضه دمج شركته مع شركة كونسوليديتيد فولتي (Consolidated Vultee). وزعم أن سكرتير القوات الجويةستيوارت سايمينغتون هدده بقوله: «ستأسف إذا لم تفعل». ترك سيمينغتون الحكومة في وقت لاحق لترأس شركة كونسوليديتيد فولتي نفسها التي رفضت نورثروب الاندماج معها. وصفت سيمينغتون التهمة بأنها «سخيفة وغير معقولة» وقال لباحث «كانت هناك طاقة فائضة هائلة في الصناعة بعد الحرب العالمية الثانية». قال إن شركة نورثروب أتت إليه، بحثًا عن المزيد من الأعمال لمساعدة شركته المتعثرة. قال سيمينغتون، «ربما اقترحت أنه يدمج شركته مع شركة كونفير، التي كنا نعلم أنها ستبدأ العمل.» وخلص خبير الطيران بود بيكر، الذي درس الوثائق التي رفعت عنها السرية والسجلات العامة وأجرى مقابلات شخصية مع سيمينغتون وجنرالات القوات الجوية ورئيس شركة نورثروب، إلى أن الإلغاء «كان قرارًا سليمًا، بناءً على الحقائق المتعلقة بالميزانية والتقنية والاستراتيجية».
انخرط نورثروب في العقارات وخسر الكثير من ثروته الشخصية. في عام 1976، مع تدهور صحته، شعر بأنه مضطر لإبلاغ ناسا بإيمانه بمفهوم الرفع المنخفض السحب المتأصل في الجناح الطائر. ردت وكالة ناسا بأن الفكرة لها ميزة تكنولوجية، مشجعة نورثروب على أن أفكاره عن الجناح الطائر لم يتم التخلي عنها بالكامل. بحلول أواخر السبعينيات، تركته مجموعة متنوعة من الأمراض غير قادر على المشي أو الكلام. قبل وفاته بفترة وجيزة، حصل على تصريح لرؤية التصميمات وحمل نموذج مصغر لقاذفة نورثروب غرومان بي 2 سبيريت الشبح، والذي شارك في ميزات تصميمه واي بي-35 وواي بي-49. على سبيل المثال، تمتلك الطائرة بي 2 نفس جناحيها البالغ طولهما 172 قدمًا مثل الجناح الطائر الذي يعمل بالطاقة النفاثة واي بي-49. وبحسب ما ورد كتب نورثروب على ورقة «أعرف الآن لماذا أبقاني الله على قيد الحياة لمدة 25 عامًا». قال جون كاشين، مصمم مشروع بي 2 ، «بينما كان يمسك بهذا النموذج بين يديه، كان الأمر كما لو كان بإمكانك رؤية تاريخه بالكامل مع مرور الجناح الطائر في ذهنه.» توفي بعد 10 أشهر.

## الجوائز والتكريمات
في عام 1947 حصل على وسام روح سانت لويس من الجمعية الأمريكية للمهندسين الميكانيكيين عن «الخدمة الجديرة بالتقدير في النهوض بالطيران». جاء الاستثمار في قاعة مشاهير الفضاء الدولي عام 1972، وفي قاعة مشاهير الطيران الوطنية عام 1974 تم إدخاله بعد وفاته في قاعة مشاهير المخترعين الوطنية في عام 2003.
تم تكريم شغف شركة نورثروب بالطيران بدون خلفية من خلال تسمية الزاحف الزاحف اللامع العملاق كويتزالكوتلس نورثروبي (Quetzalcoatlus northropi).
يُعرف مطار هوثورن المحلي أيضًا باسم جاك نورثروب فيلد على شرفه.